# Miavaig
Miavaig, schottisch-gälisch Miabhaig, ist eine Ortschaft auf der schottischen Hebrideninsel Lewis and Harris. Miavaig ist nicht zu verwechseln mit Meavaig oder Marvig auf derselben Insel.

## Lage
Miavaig liegt im Westen von Lewis, dem Nordteil der Doppelinsel Lewis and Harris, an der Westküste des Loch Roag gegenüber der Insel Flodaigh. Die nächstgelegenen Ortschaften sind der 1,5 Kilometer südöstlich gelegene Weiler Carishader und das auf der gegenüberliegenden Seite des Loch Miavaig gelegene Uigen. Stornoway, der Hauptort der Insel, befindet sich 34 Kilometer östlich. Miavaig ist über die B8011 an das Straßennetz angeschlossen, eine Nebenstraße der in Stornoway beginnenden A858. Die vermutlich im 19. Jahrhundert errichtete Miavaig Bridge ist für den Verkehr gesperrt.

## Geschichte
Die Umgebung weist frühe Besiedlungsspuren auf. Hierzu zählt der 1,5 Kilometer nordöstlich gelegene eisenzeitliche Broch Loch Na Berie. Um 1843 ließ die Free Church of Scotland die Miavaig Church errichten. In den 1870er Jahren wurde in Miavaig auch ein Postamt vermerkt, das auch Bankdienstleistungen anbot.
Auf der Karte der Ordnance Survey von Ross-shire aus dem Jahre 1854 sind in Miavaig drei bedachte, ein teilweise bedachtes und drei unbedachte Gebäude verzeichnet, von denen eines als Ruine markiert ist. 1974 waren dort zwei bedachte und ein unbedachtes Gebäude verzeichnet.